# Ghiacciaio Kokora
Il ghiacciaio Kokora (in inglese Kokora Glacier) è un ghiacciaio lungo 13 km e largo 1,5, situato sulla costa di Oscar II, nella parte orientale della Terra di Graham, in Antartide. In particolare, il ghiacciaio si trova nella dorsale Stevrek, nelle montagne di Aristotele, e da qui fluisce verso est, passando fra due segmenti paralleli della dorsale, per poi virare a est e unire il proprio flusso a quello del ghiacciaio Melville.

## Storia
Il ghiacciaio Kokora è stato così battezzato dalla Commissione bulgara per i toponimi antartici in onore del villaggio di Kokora, nella Bulgaria meridionale.  